# Toverfestijn van Merlijn
Het Toverfestijn van Merlijn was een show in familiepretpark Walibi Holland in Biddinghuizen in de Nederlandse provincie Flevoland. De show was van 2007 tot 2011 te zien in het park. De show speelt zich af in themagebied Sherwood Forest. Tijdens de Halloween Fright Nights wordt hier de beetlejuice show gespeeld.

## Verhaal
De show wordt gespeeld door Wok de Draak en een kwakzalver. De rol van de Kwakzalver is onder andere gespeeld door Jeffrey Erens, Scott Bravenboer, Sabeau Remelink, Stephan der Kinderen, Bas Mannee, Nick Theunissen, Roy van Breemen, Henk van den Bos en Remco Teer. Wok de Draak probeert Merlijn de tovenaar te roepen, maar als deze na meerdere pogingen niet verschijnt, komt er ineens een kwakzalver tevoorschijn met een speciaal flesje, zijn kwakelixer. Dit wil de kwakzalver aan het publiek verkopen, maar Wok de Draak blijft zeggen dat hij een oplichter is. De kwakzalver wordt hier boos over, en stopt Wok de Draak in een kast, waardoor hij heel klein wordt. In eerdere versies verdween Wok de Draak. De kwakzalver probeert met de hulp van het publiek Wok de Draak weer groot te krijgen (en in de eerdere versies simpelweg terug te toveren), en uiteindelijk lukt dat.